# Oostmijzen
Oostmijzen is een gehucht in de gemeente Koggenland, in de Nederlandse provincie Noord-Holland.

## Ligging
De oorspronkelijke kern Oostmijzen ligt in het oosten van de polder Mijzen. Het ligt in de buurt van het dorp Avenhorn en net buiten de Westfriese Omringdijk aan de "Oostmijzen". Tot de woonkern Oostmijzen wordt tegenwoordig alle bewoning in het Avenhornse deel van de polder Mijzen gerekend.

## Gemeentegeschiedenis
Oostmijzen viel tot 1 januari 1979 onder de gemeente Avenhorn. Van 1979 tot 2007 behoorde het tot de gemeente Wester-Koggenland. Daarna werd de gemeente inclusief Oostmijzen in de gemeente Koggenland opgenomen.

## Naamgeving
De naam Oostmijzen verwijst naar het dorp Mijzen. Dit dorp is tussen 950 - en 1000 ontstaan. De naam Mijzen verwijst naar het feit dat het bij een moerasgebied lag. nadat Oostmijzen was ontstaan werd het dorp Mijzen ook wel Westmijzen genoemd. Mijzen was gelegen aan de oever van het water de Gouw. Van het dorp Westmijzen is niets meer over.
Dorpen: Avenhorn · Berkhout · Bobeldijk · De Goorn (gemeentehuis) · Grosthuizen · Hensbroek · Obdam · Oudendijk · Rustenburg · Scharwoude · Spierdijk · Ursem · Wogmeer · Zuidermeer

Buurtschappen: Berkmeer · Baarsdorpermeer · De Hulk (deels) · Kathoek · Noord-Spierdijk · Noorddijk · Noordermeer · Obdammerdijk · Oosteinde

Gehuchten: Oostmijzen · Zuid-Spierdijk
Noord-Holland: Steden en dorpen in Noord-Holland      Nederland: Provincies · Gemeenten